# Championnat d'Océanie de football des moins de 20 ans 2007
Navigation
Îles Salomon 2005 Tahiti 2008
Le championnat d'Océanie de football des moins de 20 ans 2007 est la seizième édition du championnat de l'OFC des moins de 20 ans qui a eu lieu à Waitakere en Nouvelle-Zélande du 19 au 31 janvier 2007. Le tenant du titre, l'Australie, a quitté l'OFC pour rejoindre la confédération asiatique, c'est maintenant la Nouvelle-Zélande qui dispute la compétition à domicile, qui a l'occasion de se qualifier pour la première fois de son histoire pour la Coupe du monde, dont la prochaine édition est organisée au Canada durant l'été 2007.

## Équipes participantes
- Nouvelle-Zélande - Organisateur
- Samoa
- Îles Salomon
- Vanuatu
- Nouvelle-Calédonie
- Tahiti
- Fidji

## Résultats
Les 7 équipes participantes sont réparties en une poule unique où chaque équipe rencontre ses adversaires une fois. À l'issue des rencontres, le premier de la poule se qualifie pour la Coupe du monde.
| Rang | Équipe             | Pts | J | G | N | P | Bp | Bc | Diff |  |     |     |     |     |     |     |
| ---- | ------------------ | --- | - | - | - | - | -- | -- | ---- |  | --- | --- | --- | --- | --- | --- |
| 1    | Nouvelle-Zélande   | 16  | 6 | 5 | 1 | 0 | 21 | 4  | +17  |  | 3-2 | 1-1 | 3-0 | 1-0 | 7-0 | 7-1 |
| 2    | Fidji              | 12  | 6 | 4 | 0 | 2 | 12 | 6  | +6   |  |     | 3-0 | 2-1 | 0-2 | 2-0 | 7-0 |
| 3    | Îles Salomon       | 11  | 6 | 3 | 2 | 1 | 14 | 8  | +6   |  |     |     | 1-0 | 2-1 | 2-2 | 8-1 |
| 4    | Nouvelle-Calédonie | 9   | 6 | 3 | 0 | 3 | 11 | 6  | +5   |  |     |     |     | 2-1 | 3-1 | 5-0 |
| 5    | Tahiti             | 7   | 6 | 2 | 1 | 3 | 9  | 9  | 0    |  |     |     |     |     | 2-2 | 3-1 |
| 6    | Vanuatu            | 5   | 6 | 1 | 2 | 3 | 8  | 17 | -9   |  |     |     |     |     |     | 3-1 |
| 7    | Samoa              | 0   | 6 | 0 | 0 | 6 | 4  | 33 | -29  |  |     |     |     |     |     |     |

- La Nouvelle-Zélande se qualifie pour la Coupe du monde des moins de 20 ans.

## Sources et liens externes
- (en) Feuilles de matchs et infos sur RSSSF